# 冨田宏治
冨田 宏治（とみだ こうじ、1959年 - ）は、日本の政治学者。関西学院大学法学部教授。専攻は、日本政治思想史。

## 来歴
名古屋大学法学部卒業。同大学院法学研究科博士後期課程を単位取得退学後、関西学院大学法学部専任講師・助教授を経て、1999年より教授。

## 著書

### 単著
- 『丸山眞男―「近代主義」の射程』（関西学院大学出版会、2001年、ISBN 4907654294）

### 共編著
- （神谷章生）『＜自由－社会＞主義の政治学―オルタナティヴのための社会科学入門』（晃洋書房、1997年、ISBN 4771009309）